# Super Sidekicks
Pour les articles homonymes, voir Sidekick.
Super Sidekicks (Tokuten-ō) est un jeu vidéo de football développé et édité par SNK en 1992 sur Neo-Geo MVS, en 1993 sur Neo-Geo AES et en 1995 sur Neo-Geo CD (NGM 052),,.

## Série
1. Super Sidekicks (1992)
2. Super Sidekicks 2: The World Championship (1994)
3. Super Sidekicks 3: The Next Glory (1995)
4. The Ultimate 11: SNK Football Championship (1996)
5. Neo Geo Cup '98: The Road to the Victory (1998)